# Masaaki Tsukada
Masaaki Tsukada (jap. 塚田 正昭 Tsukada Masaaki; ur. 16 grudnia 1938 w Kawasaki, zm. 27 stycznia 2014 roku) – japoński seiyū. Pracował dla studia Mausu Promotion. Jego żona, Masako Nozawa, również pracuje jako seiyū.

## Wybrana filmografia
Ważniejsze role są pogrubione
- Black Lagoon (Watosappu)
- Bleach (Shikeguni Yamamoto-Genryūsai)
- Crusher Joe (Barney)
- Flame of Recca (starzec)
- TUGS (O.J.)
- Fullmetal Alchemist (general Grumman)
- Higurashi no naku koro ni (Kiichirō Kimiyoshi)
- Hikaru no go (Ooijer)
- Hoka Hoka Kazoku (Yutaka Yamano)
- Kaze no Yojimbo (manager Cafe TOMBO)
- Konjiki no Gash Bell!! (Alvin)
- MONSTER (Farobeck i Hors)
- One Piece (Toto)
- Samurai Champloo (Rōkishi)
- The Irresponsible Captain Tylor (Wang)
- Yakitate!! Japan (Sadanao Azusagawa)